# Dřemovická
Dřemovická je kopec s nadmořskou výškou 643 m, který se nachází ve vojenském újezdu Libavá v pohoří Nízký Jeseník v okrese Olomouc v Olomouckém kraji. Protože se místo nachází ve vojenském prostoru, tak je bez příslušného povolení nepřístupné.

## Další informace
Zarostlý kopec v minulosti patřil k téměř zcela zaniklé bývalé německé vesnici Dřemovice (dnes součást Města Libavá). Na vrchol kopce vedou jen lesní cesty. Východním směrem se nachází polní vojenské ubytovací zařízení. Severozápadně od vrcholu pramení Smilovský potok (přítok Libavského potoka). Kopec a jeho okolí patří do povodí řeky Odry. Obvykle jedenkrát za rok může být okolí kopce Dřemovická přístupné veřejnosti v rámci cykloturistické akce Bílý kámen.

## Galerie

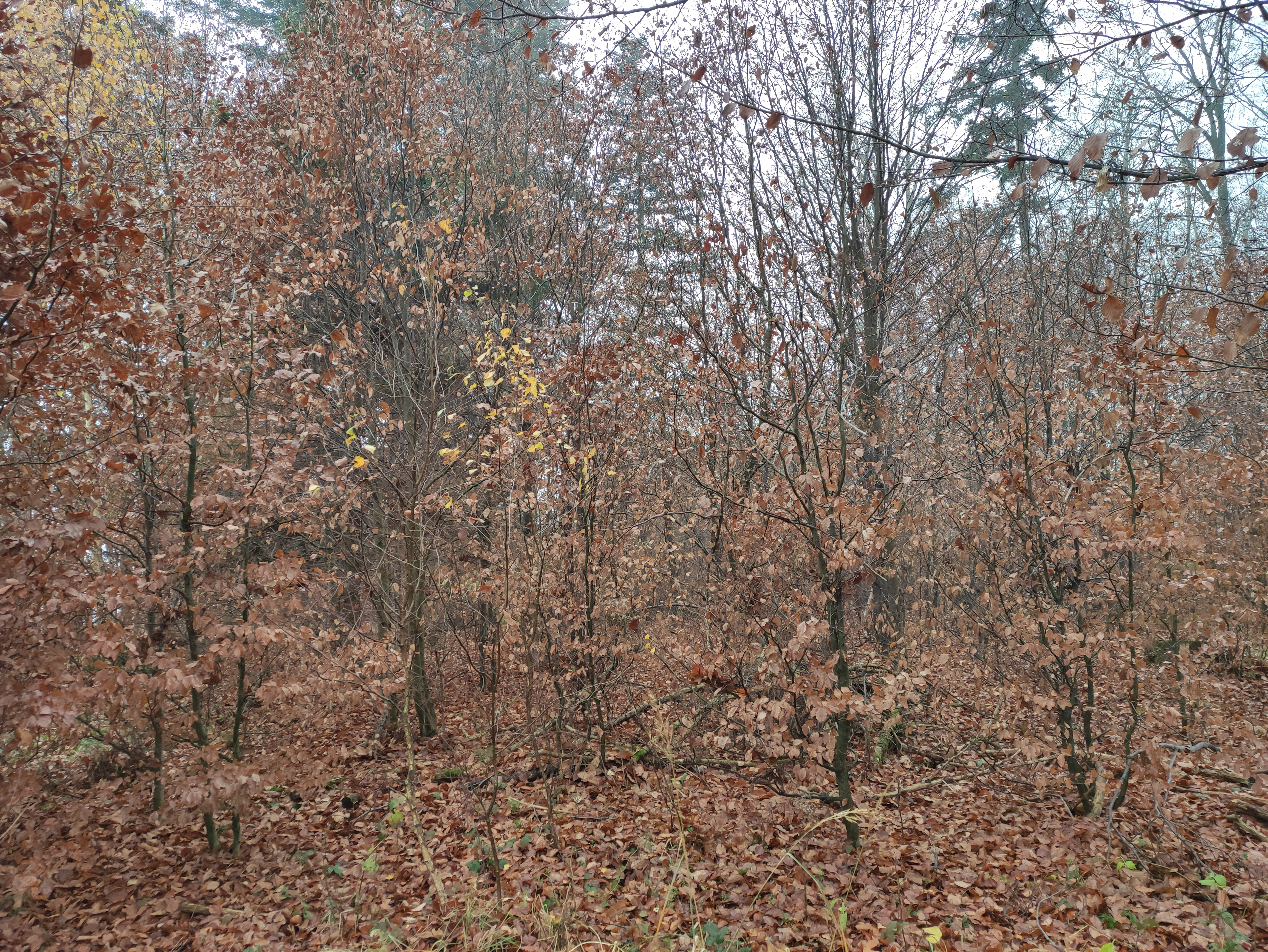